# Pridoli
| Devoniano                                                                                           | Inferiore     | Lochkoviano | Più recente |
| Siluriano                                                                                           | Pridoliano    | -           | 422,7±1,6   |
| Siluriano                                                                                           | Ludloviano    | Ludfordiano | 425,0±1,5   |
| Siluriano                                                                                           | Ludloviano    | Gorstiano   | 426,7±1,5   |
| Siluriano                                                                                           | Wenlock       |             |             |
| Siluriano                                                                                           | Homeriano     | 430,6±1,3   |             |
| Siluriano                                                                                           | Sheinwoodiano | 432,9±1,2   |             |
| Siluriano                                                                                           | Llandovery    |             |             |
| Siluriano                                                                                           | Telychiano    | 438,6±0,1   |             |
| Siluriano                                                                                           | Aeroniano     | 440,5±1,0   |             |
| Siluriano                                                                                           | Rhuddaniano   | 443,1±0,9   |             |
| Ordoviciano                                                                                         | Superiore     | Hirnantiano | Più antico  |
| Suddivisione del sistema del Siluriano secondo la Commissione internazionale di stratigrafia (ICS). |               |             |             |

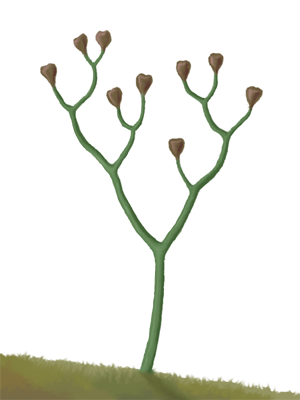
La Cooksonia, una delle prime piante vascolari.

Nella scala dei tempi geologici, il Pridoli (talvolta indicato anche come Pridoliano), rappresenta l'ultima e più recente delle quattro epoche o serie stratigrafiche in cui è suddiviso il Siluriano, che a sua volta è il terzo dei sei periodi in cui è suddivisa l'era del Paleozoico.
Il Pridoli è compreso tra 419,2 ± 1,7 e 417,0 ± 1,8 milioni di anni fa (Ma), preceduto dal Ludlow e seguito dal Devoniano inferiore.

Il Pridoli è l'unica delle quattro epoche del Siluriano per la quale non c'è attualmente alcuna ulteriore suddivisione in piani geologici.

## Etimologia
Il nome dell'epoca Pridoli deriva da quello di una località agricola nel parco naturale Homolka a Přídolí, nei pressi di Slivenec, poco a sud di Praga, nella Repubblica Ceca. 
La denominazione fu proposta nel 1948 da Ferdinand Prantl e Alois Přibyl, con riferimento a questa zona ricca di cave di pietra. 

## Definizioni stratigrafiche e GSSP
La base del Pridoli è definita dalla prima comparsa negli orizzonti stratigrafici dei graptoliti della specie Monograptus parultimus.
Il Pridoli, e con esso il Siluriano, terminano alla prima comparsa della specie graptolitica Monograptus uniformis.

### GSSP
Il GSSP, profilo stratigrafico di riferimento della Commissione Internazionale di Stratigrafia, è identificato in una sezione del profilo Požáry, lungo un tratto di linea ferroviaria abbandonata nella cava Požáry, nel versante sud della valle Daleje, 1,5 km a est di Reporoyje, un sobborgo a sud-ovest di Praga.

## Flora
I primi esemplari di fossili di piante vascolari, cioè piante terrestri con tessuti in grado di trasportare il nutrimento, risalgono a questo periodo. I più antichi rappresentanti di questo genere sono la Cooksonia, perlopiù nell'emisfero settentrionale, nell'antico continente Laurussia.